# Boulat Abilov
Pour les articles homonymes, voir Abilov.
Boulat Abilov est un homme d'affaires et homme politique kazakh né en 1957 à Karaganda.

## Biographie
En Union soviétique, il est un membre actif du Komsomol, puis adhère au Parti communiste. 
Abilov mène une carrière d'homme d'affaires avant de se lancer dans la politique en cofondant le parti Ak Jol avec Galymjan Jakiyanov. 
Il est l'un des membres les plus éminents de l'opposition kazakhe et coprésident d'Ak Jol. Lors des législatives de 2002, sa candidature avec l'étiquette Ak Jol dans l’oblys de Karaganda, au centre du pays, a été invalidée quelques heures avant le scrutin pour des motifs mineurs. Cependant, lors de l'élection, de nombreux votants ont écrit « Nous soutenons Abilov » sur leur bulletin. Le candidat et sénateur Moukhtar Tinikeïev (ru) a remporté cette élection.